# Labastide-Dénat
Labastide-Dénat is een plaats en voormalige gemeente in het Franse departement Tarn in de regio Occitanie en telt 239 inwoners (1999). De plaats maakt deel uit van het arrondissement Albi. De gemeente is op 1 januari 2017 opgeheven en opgenomen in de buurgemeente Puygouzon

## Geografie
De oppervlakte van Labastide-Dénat bedraagt 7,5 km², de bevolkingsdichtheid is 31,9 inwoners per km².
De onderstaande kaart toont de ligging van Labastide-Dénat met de belangrijkste infrastructuur en aangrenzende gemeenten.

## Demografie
Onderstaande figuur toont het verloop van het inwonertal (bron: INSEE-tellingen).